# Destroyer of Worlds
Destroyer of Worlds deseti je studijski album švedskog ekstremnog metal sastava Bathory. Album je 9. listopada 2001. objavila diskografska kuća Black Mark Production. 

## Pozadina
Naziv albuma preuzet je iz poznatog citata J. Roberta Oppenheimera o atomskoj bombi: "I am become death, destroyer of worlds" ("Sada sam postao Smrt, uništitelj svjetova"); sam citat preuzet je iz trideset i drugog stiha jedanaestog poglavlja književnog djela Bhagavad Gite. Stilistički, Destroyer of Worlds mješavina je između viking metala koji je obilježio Bathoryjevo razdoblje između 1988. i 1991. godine te thrash metal stila koji je prisutan na albumima Requiem i Octagon. Ovo je najdulji album sastava, trajući skoro 66 minuta. Između ovog albuma i albuma Blood on Ice također stoji najdulji vremenski jaz između objava Bathoryjevih albuma od pet godina (većina albuma objavljivana je u razmaku od jedne ili dvije godine).

## Popis pjesama
Tekstovi i glazba: Quorthon. 
| 1.    | »Lake of Fire«        | 5:43 |
| 2.    | »Destroyer of Worlds« | 4:51 |
| 3.    | »Ode«                 | 6:27 |
| 4.    | »Bleeding«            | 3:55 |
| 5.    | »Pestilence«          | 6:50 |
| 6.    | »109«                 | 3:36 |
| 7.    | »Death from Above«    | 4:35 |
| 8.    | »Krom«                | 2:50 |
| 9.    | »Liberty & Justice«   | 3:52 |
| 10.   | »Kill Kill Kill«      | 3:09 |
| 11.   | »Sudden Death«        | 3:19 |
| 12.   | »White Bones«         | 8:35 |
| 13.   | »Day of Wrath«        | 8:15 |
| 65:57 |                       |      |

## Zasluge
Bathory
- Quorthon – vokali, gitara, bas-gitara, bubnjevi, perkusija, produkcija, dizajn

Ostalo osoblje
- Boss – produkcija
- Mikael "Mimo" Moberg – snimanje